# Бартош Б'ялковський
Бартош Б'ялковський (пол. Bartosz Białkowski, нар. 6 липня 1987, Бранево) — польський футболіст, воротар клубу «Іпсвіч Таун».
Виступав, зокрема, за клуби «Саутгемптон» та «Ноттс Каунті», а також молодіжну збірну Польщі.

## Клубна кар'єра

### Ранні роки
Народився 6 липня 1987 року в місті Бранево. Вихованець юнацьких команд «Олімпія» (Ельблонг) та «Гурник» (Забже).
30 жовтня 2004 року дебютував у чемпіонаті Польщі за «Гурник» у матчі проти «Дискоболії». Бартош вийшов з лави запасних на 69 хвилині гри, щоб замінити основного воротаря Пйотра Леха, який був вилучений з поля, ставши наймолодшим воротарем в історії клубу. Загалом за рідний клуб взяв участь у 7 матчах чемпіонату.

### «Саутгемптон»
9 січня 2006 року Б'ялковський підписав контракт з англійським «Саутгемптоном». Дебютував за клуб 25 січня в матчі проти «Крістал Пелес» (0:0). Через 3 дні дебютував у Кубку Англії в зустрічі проти «Лестер Сіті» (1:0).
Отримував травми в кінці сезону 2005/06 і на початку сезону 2006/07, коли в матчі п'ятого раунду Кубка Англії проти «Ньюкасл Юнайтед» невдало спробував взяти м'яч. Головний тренер «святих», Джордж Берлі, не зміг його замінити, оскільки всі три можливі заміни вже використані. Б'ялковского на воротах замінив Декстер Блексток.

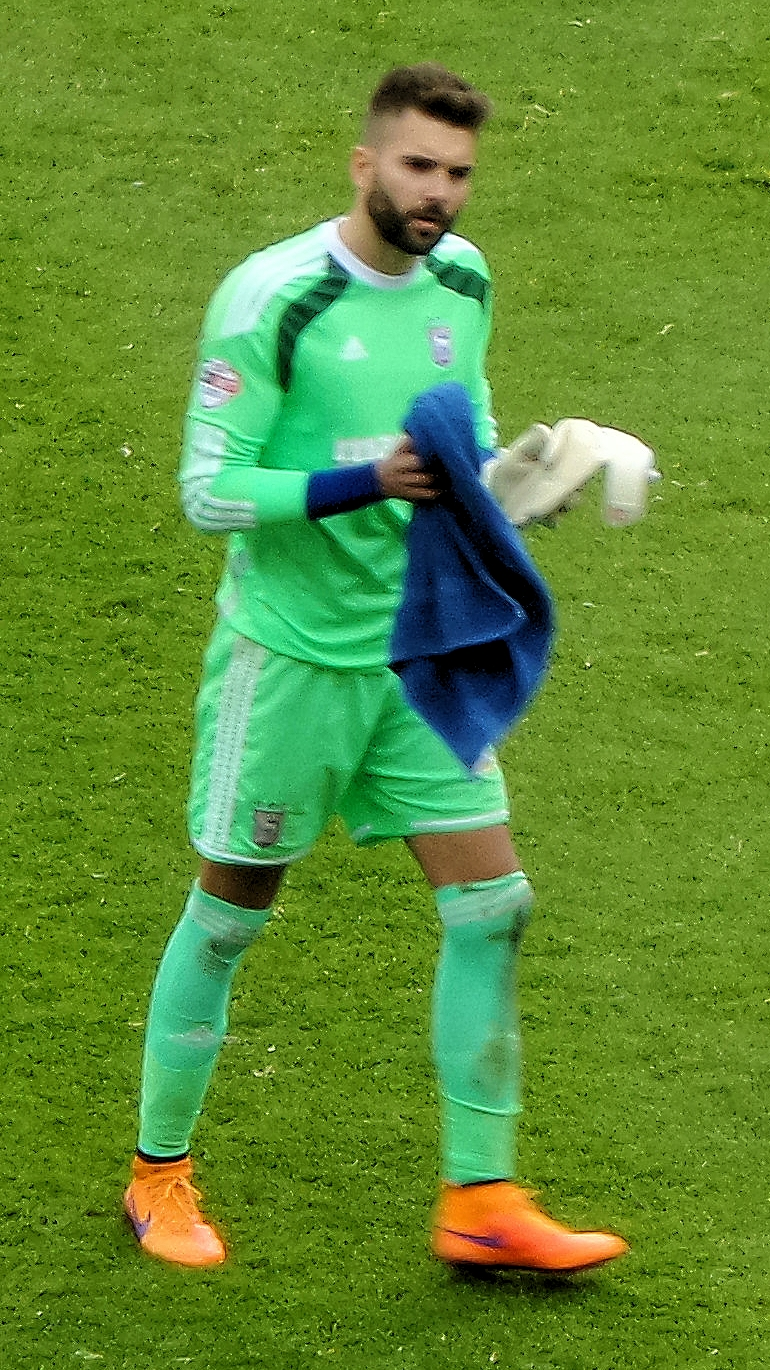
Бартош Б'ялковський у складі «Іпсвіч Таун». 2015 рік.

Бʼялковський повернувся у стартовий склад 16 березня 2007 року в матчі проти «Колчестер Юнайтед». Він був замінений Келвіном Девісом після того як «Саутгемптон» зазнали поразки від «Крістал Пелес» в Чемпіоншипі (1:4) та «Пітерборо Юнайтед» у Кубку Ліги (1:2). В подальшому на поле виходив вкрай рідко.
17 березня 2009 Б'ялковський був відданий в оренду в «Іпсвіч Таун» до кінця сезону. У своїй першій появі на лавці запасних він отримав червону картку, перебуваючи за межами ігрового поля. Бартош не зігравши жодного матчу за «трактористів» повернувся в кінці сезону у «Саутгемптон».
28 вересня 2009 року Б'ялковський був відданий в короткострокову оренду в «Барнслі». Він зіграв у двох матчах, а потім повернувся в «Саутгемптон». 24 листопада Бартош зіграв перший матч за «святих» вперше за 2 роки, замінивши на 61 хвилині травмованого Келвіна Девіса в матчі проти «Гартлпул Юнайтед». Він зіграв у 6 матчах, поки Девіс не оговтався від травми. У травні 2010 року Б'ялковський від «Саутгемптона» отримав пропозицію продовжити контракт. 5 серпня підписав дворічний контракт з можливістю продовження ще на два роки. Тим не менш за ці два роки польський воротар зіграв лише один матч в чемпіонаті у сезоні 2011/12 з «Блекпулом» (2:2). Наприкінці сезону покинув «Саутгемптон», після того як клуб вирішив відпустити 11 гравців. На момент уходу Б'ялковський був гравцем з найбільшим періодом перебування у «Саутгемптоні» в поточному складі.

### Ноттс Каунті
15 червня 2012 року Б'ялковський підписав трирічний контракт з «Ноттс Каунті». 11 серпня дебютував у кубковому матчі проти «Бредфорд Сіті». У своєму першому сезоні Бартош провів 40 матчів у Першій англійській лізі, у 14 з яких відстояв на нуль, а у наступному зіграв у 44 іграх.

### Іпсвіч Таун
15 липня 2014 року Б'ялковський підписав дворічний контракт з клубом Чемпіоншипу «Іпсвіч Таун». 1 листопада дебютував у матчі проти «Блекпула». У сезонах 2015/16, 2016/17 і 2017/18 визнавався Гравцем року в клубі. Станом на 29 березня 2018 року відіграв за команду з Іпсвіча 132 матчі в національному чемпіонаті.

## Виступи за збірні
2007 року залучався до складу молодіжної збірної Польщі. На молодіжному рівні зіграв у 10 офіційних матчах, пропустив 16 голів.
Дебют за національну збірну Польщі відбувся 23 березня 2018 року в товариському матчі проти збірної Нігерії, а влітку того ж року поїхав з командою на чемпіонат світу 2018 року у Росії.
| Дата      | Місто   | Господарі | Результат | Гості   | Турнір           | Голи | Примітки |
| --------- | ------- | --------- | --------- | ------- | ---------------- | ---- | -------- |
| 23-3-2018 | Вроцлав | Польща    | 0 – 1     | Нігерія | товариський матч | -1   | 46'      |
| Усього    |         | Матчів    | 1         |         | Голів            | ?    |          |

## Досягнення

### Клубні
- Володар трофея Футбольної ліги: 2009/10

### Індивідуальні
- Найкращий гравець сезону у «Іпсвіч Таун»: 2015–16,[15] 2016–17,[18] 2017–18[19]